# Alliance justice et vérité
L'Alliance justice et vérité (en roumain : Alianța Dreptate și Adevăr, abrégé en DA) est une coalition politique roumaine fondée en 2004 par le Parti national libéral et le Parti démocrate.

## Résultats électoraux

### Élections parlementaires
| Année | Chambre des députés | Chambre des députés | Sénat | Sénat    | Gouvernement |
| Année | %                   | Mandats             | %     | Mandats  | Gouvernement |
| ----- | ------------------- | ------------------- | ----- | -------- | ------------ |
| 2004  | 31,32               | 112 / 332           | 31,77 | 49 / 137 | Opposition   |

### Élections présidentielles
| Année | Candidat       | 1er tour | 2e tour |
| ----- | -------------- | -------- | ------- |
| 2004  | Traian Băsescu | 33,91 %  | 51,22 % |